# Brunnmühle (Walting)
Brunnmühle ist ein Gemeindeteil der Gemeinde Walting im oberbayerischen Landkreis Eichstätt.

## Lage
Der Weiler liegt im Altmühltal zwischen Pfünz und Walting und zwischen Inching und Walting und ist etwa neun Kilometer von der Kreisstadt Eichstätt talabwärts entfernt. Es erstreckt sich auf einem schmalen Streifen zwischen der Altmühl und dem nördlichen Talhang.
Kirchlich gehört Brunnmühle zur Filiale Inching der Pfarrei Walting im Dekanat Eichstätt.

## Geschichte
1329 kaufte der Eichstätter Chorherr Berchtold Frick von Heinrich von Dürnwanch die „Brunmul“ oberhalb von Waltintingen. 1348 wurde Rüdger von Weidenwang, Kaplan zu St. Jakob, neuer Eigentümer und 1367 Tomas Silbensel.
Zwischen 1789 und 1926 war im Ort eine hölzerne Brücke bekannt.
Die Brunnmühle gehörte bis April 1978 zur Gemeinde Inching; diese wurde zum Abschluss der Gebietsreform in Bayern am 1. Mai 1978 nach Walting eingemeindet.
1929 wurde in dem Ort die Firma Gebrüder Schmidt gegründet. Heute ist dort der ROHO Container- und Fahrzeugbau beheimatet.

### Einwohnerentwicklung
- 1830: 6
- 1877: 7
- 1912: 4
- 1938: 14
- 1950: 15
- 1973: 23
- 1983: 7